# Feitiço (futebolista)

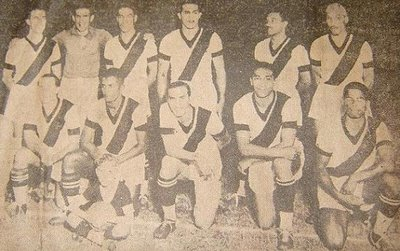
Vasco em 1938: Poroto, Rei, Zé Luiz, Calocero, Rapha e Zarzur; Lindo, Alfredo I, Niginho, Feitiço e Luna

Luís Fernandes de Macedo Matoso, mais conhecido como Feitiço (São Paulo, 29 de setembro de 1901 — São Paulo, 23 de agosto de 1985), foi um futebolista brasileiro que jogava como centroavante entre os anos 1920 e 1930.
Foi definido pela revista Placar como um "centroavante raçudo, corajoso, [de] cabeçadas fulminantes e indefensáveis chutes de sem-pulo desferidos com o bico da chuteira". "Comecei a usar o bico da chuteira para me antecipar nas jogadas, dar mais velocidade e evitar o choque com o adversário", explicava. "Depois me acostumei, que até de bate-pronto eu dava de bico sem perder a direção que pretendia dar à bola." Sendo as cabeçadas sua especialidade, tinha táticas como cabecear de cima para baixo, para o goleiro ter mais dificuldade, e pular depois do zagueiro que o marcava. O epíteto "artilheiro", usado até hoje, foi importado do Uruguai, onde era utilizado pelo centroavante Petrone, e usado pela primeira vez para laurear Feitiço.

## Biografia
Luís nasceu no Bixiga, no final do primeiro ano do século, e teve sua infância e juventude no bairro, onde começou a jogar futebol, aos dezesseis anos. Até então, seu esporte preferido era a bocha. Sem nada para fazer num domingo em que o dono das quadras manteve-as fechadas por luto, foi ver uma partida do Jaceguai, clube do Bixiga, e acabou convidado para defender o terceiro time. Uma semana depois, de volta à bocha, só foi lembrar-se do futebol no final da partida do segundo time, mas, como o primeiro quadro estava sem ponta-esquerda, teve uma chance ali. "Parece que sei", foi sua resposta à pergunta do técnico se sabia jogar. Marcou três gols naquela partida. O apelido "Feitiço" deve-se a uma menina que assistia aos jogos do centroavante e dizia que "o Luizinho parece um feitiço quando joga". Anos mais tarde, Feitiço contaria: "Sem saber, Nenela me deu um apelido que pegou e que me deu sorte para o resto da minha carreira."
Com sua fama crescendo, foi chamado para jogar no Ítalo-Lusitano, de Pinheiros, e lá também marcou três gols em sua estreia. Com suas atuações na segunda divisão, ganhou o apelido de "El Tigre da Segunda Divisão", alusão ao apelido que Friendenreich tinha.
Defendeu o Corinthians em um amistoso em 1921, marcando um gol.
Em 1922, foi para o São Bento, da capital paulista, atualmente extinto. Pouco depois quis voltar atrás para jogar no Palestra Itália, mas, segundo uma lenda popular, um dos diretores do São Bento, que era delegado, chamou-a à delegacia e ameaçou prendê-lo caso não honrasse o que tinha acertado.
Lá mais uma vez marcou três gols em seu primeiro jogo, contra o Minas Gerais, embora em sua estreia pelo Campeonato Paulista, contra o Palestra Itália em 4 de junho, tenha passado em branco. Seu primeiro gol oficial foi contra o Internacional, em 15 de junho, quando marcou três vezes no segundo tempo da goleada por 5–0. Foi artilheiro do Campeonato Paulista em três temporadas (1923, 1924 e 1925).
Em março de 1925 foi emprestado ao Palestra Itália para a primeira excursão internacional da história do clube, à Argentina e ao Uruguai. Foram quatro jogos e três gols marcados.
De volta ao São Bento para o Campeonato Paulista, ajudou o clube a sagrar-se campeão, o segundo e último título do clube da Praça da República — o primeiro tinha sido em 1914. Em 15 de maio, durante partida contra o Internacional, o São Bento sofreu um gol de Caetano, que marcou um gol "com bola e tudo". Feitiço parecia inconformado com o gol e, na primeira oportunidade que teve, fintou vários adversários e marcou o seu próprio "gol com bola e tudo", levando a torcida à loucura. A partida terminaria com vitória do São Bento por 3–2.
Em 1927, já no Santos, entraria para o famoso ataque dos cem gols formado por Osmar, Camarão, Feitiço, Araken e Evangelista, que marcou cem gols em dezesseis partidas, obtendo assim uma média que até hoje é recorde mundial de gols marcados em uma competição oficial (6,25 gols por partida). Feitiço marcou gols nos onze primeiros jogos do time, inclusive com quatro gols na mesma partida por duas vezes e três gols em quatro oportunidades.
Nesse Paulistão, Feitiço protagonizou uma cena inusitada. O Santos havia perdido por 6–5 um amistoso para o Guarani, após estar vencendo por 5–0. Meses depois, no reencontro das equipes pelo Campeonato, o alvinegro abriu 5–0 novamente, no primeiro tempo. No segundo, após driblar três adversários, Feitiço ficou com o gol aberto. Ele parou a bola em cima da linha, ergueu as duas mãos, uma com todos os dedos levantados e a outra apenas com o indicador erguido, em referência ao sexto gol que estava por ser marcado, o que levou o estádio ao delírio. A partida foi encerrada com 10–1 em favor dos santistas, com três gols de Feitiço.
Mas Feitiço acabaria eliminado da APEA, por causa de um incidente no Rio de Janeiro. O Campeonato Paulista fora interrompido para a disputa do Campeonato Brasileiro de Seleções estaduais. Na final, entre Rio de Janeiro e São Paulo, disputada em 13 de novembro, no Estádio São Januário, o placar estava empatado, com um tento pra cada lado. Aos 29 minutos do segundo tempo, o árbitro Ari Amarante marcou pênalti de Bianco a favor dos cariocas. Os jogadores da seleção paulista se revoltaram e paralisaram a partida. O presidente da república, Washington Luis, que assistia à partida das tribunas, ordenou que a partida fosse reiniciada, mas Feitiço retrucou: "Diga ao presidente que ele manda no país. Na seleção paulista mandamos nós." O livro Todos os Jogos do Brasil atribui a frase ao atacante Amílcar. A partida acabou ali mesmo.
Ainda no vestiário, o presidente do Santos Guilherme Gonçalves, que também era presidente da APEA, anunciou à imprensa que Feitiço estava eliminado da liga, assim como o goleiro Tuffy. Como o clube santista era conhecido na época como "Campeão da Técnica e da Disciplina", o presidente alegou a manutenção desse status, embora, segundo o livro Caminhos da Bola, de Rubens Ribeiro, a decisão tenha sido de cunho político, para a APEA compensar a decisão da CBD de nomeá-la como a liga principal do futebol paulista em disputa com a LAF.
O Santos encerrou o primeiro turno com doze vitórias e apenas uma derrota, para o Palestra Itália, na última das treze rodadas, já sem Feitiço. No quadrangular final o Santos bateu Guarani e Corinthians, mas perdeu para o Palestra e viu o título escapar, apesar dos exatos cem gols marcados, onze a mais que os palestrinos. Araken terminou como artilheiro da competição com 36 gols marcados, dois a mais que seu companheiro de ataque Feitiço, embora marcados em quatro partidas a mais.
A CBD só foi perdoá-lo em meados de 1928, mas o Santos não consentiu, avisou que ainda achava que era cedo demais e tentou transformar a pena de eliminação em suspensão por dois anos. A entidade nacional insistiu e passou a pressionar a APEA pela anistia, o que acabou ocorrendo, entretanto os jogadores puderam escolher o clube onde jogar. Tuffy foi para o Corinthians, mas Feitiço decidiu ficar em Santos. O interesse da CBD era poder contar com Feitiço no amistoso da seleção brasileira contra o Motherwell, da Escócia, em junho. Nessa partida, a única da Seleção em 1928, Feitiço marcaria quatro gols.
No Paulista de 1928 marcou dez gols e ficou a seis do artilheiro Heitor, do Palestra Itália. Feitiço participou de dois dos três amistosos da seleção brasileira em 1929, contra o Barracas, da Argentina, em 6 de janeiro, e contra o Ferencváros, da Hungria, em 10 de julho, marcando um gol em cada jogo. Voltou a sagrar-se artilheiro do Campeonato Paulista em 1929, com 15 gols. Ele marcou mais um gol no segundo tempo da partida contra o Palestra Itália em 22 de setembro, mas todo aquele tempo foi desconsiderado pela APEA, pois o árbitro da partida passou mal no intervalo, sendo a segunda etapa dirigida por Urbano Caldeira.
Embora fosse o artilheiro do campeonato de 1929 e, alguns meses depois, também do de 1930 (com 46 gols em 26 jogos), Feitiço não esteve entre os catorze jogadores paulistas convocados pela CBD para os preparativos para a Copa do Mundo de 1930, no Uruguai. Provavelmente não teria feito diferença se ele tivesse sido convocado, pois uma divergência entre paulistas e cariocas fez com que o único paulista a representar a seleção brasileira naquele torneio fosse Araken, então brigado com o Santos.
Em 1931 seria artilheiro pela sexta vez, sendo a terceira consecutiva. Suas seis artilharias deixam-no atrás apenas de Pelé, artilheiro do Paulistão por onze vezes. Além disso, é hoje o quinto maior artilheiro da história do Santos, com 238 gols, além de ser o com a melhor média, 1,57. No meio do campeonato, foi convocado para a seleção brasileira que disputaria a Copa Rio Branco contra o Uruguai. Entrou em campo com a camisa então branca da Seleção pela única vez em uma partida oficial, embora também a única de suas quatro atuações em que não marcou gol. Foram 6 gols em seus 3 jogos pela Seleção.
Chegou ao Corinthians no final de 1932, disputando dez amistosos e um jogo oficial e mantendo uma média de um gol marcado por jogo. Em partida contra o Uberaba cobrou um pênalti propositalmente para o lado quando o placar já apontava 3–0. Recebeu então uma proposta do Peñarol, do Uruguai, onde já havia futebol profissional, uma oferta tentadora que também foi aceita por Leônidas da Silva. Nesse período conquistou o Campeonato Uruguaio de 1935 e ainda, segundo algumas fontes, defendeu a Celeste Olímpica, o que não é confirmado por dados estatísticos.
No Vasco da Gama ganhou o título do Campeonato Carioca de 1936 , seu segundo título estadual. Teve ainda uma passagem pelo Palestra Itália entre 1938 e 1940, encerrando a carreira no final desse ano, pelo São Cristóvão, do Rio de Janeiro. Ao todo, marcou 605 gols em 448 jogos tendo uma incrível média de 1,35 gols sua carreira.
Mais tarde foi árbitro e também disputou jogos de amadores, como em 1942, aos 41 anos, quando defendeu a Portuguesa do Brooklin Paulista contra o Eden Liberdade e marcou dez gols na vitória por 15–2. Nesse mesmo ano, foi o preparador físico da Portuguesa Santista, mas acabou dispensado ainda no início do Campeonato Paulista. Quando morreu, em 1985, era técnico de bocha do Clube Pinheiros.

### Feitiço Atlético Clube
Na sua estada em Santos ele também ficou muito popular junto à torcida da cidade vizinha, São Vicente, popularidade essa que influenciou a criação de um dos clubes mais antigos do litoral paulista. Um grupo de jovens que começava a acompanhar o futebol se tornou fã desse jogador e fundou o Juvenil Feitiço, depois Feitiço Atlético Clube, em abril de 1928. Em 1950 esse clube passaria a ser chamado pelo nome da cidade.

## Títulos
Associação Atlética São Bento
- Campeonato Paulista: 1925
- Taça Competência: 1925

Santos
- Campeonato Citadino de Santos: 1929
- Torneio Início Santista (Torneio da Cidade de Santos): 1930

Club Atlético Peñarol
- Campeonato do Uruguai: 1935

Vasco da Gama
- Campeonato Carioca: 1936
- Taça dos Campeões Estaduais Rio–São Paulo de 1936: 1937
- Troféu da Paz: 1937

Seleção Paulista
- Campeonato Brasileiro de Seleções Estaduais: 1923, 1926 e 1929

## Premiações
- Jogador do ano: Melhor jogador do Vasco na temporada 1936.

## Artilharia
- Campeonato Paulista: 1923, 1924, 1925, 1929, 1930 e 1931.

## Recordes
- Terceiro jogador que mais vezes foi artilheiro do Campeonato Paulista: seis vezes
- Quinto maior artilheiro da história do Santos: 238 gols
- Jogador com maior média de gols marcados na história do Santos: 1,57 gols por partida